# Onze-Lieve-Vrouw-ter-Rijke-Klarenkerk

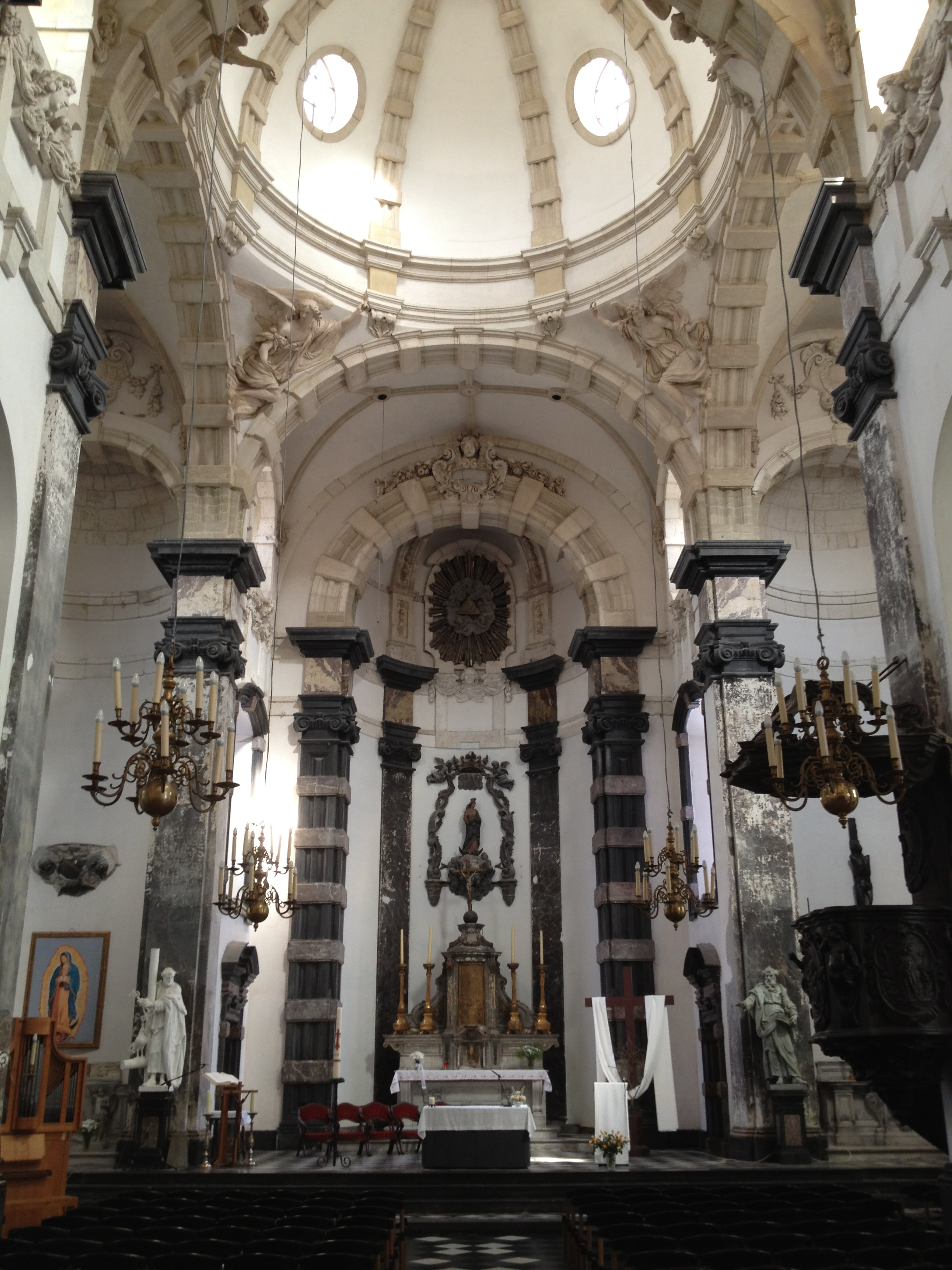
Interieur van Faydherbes centraalbouw

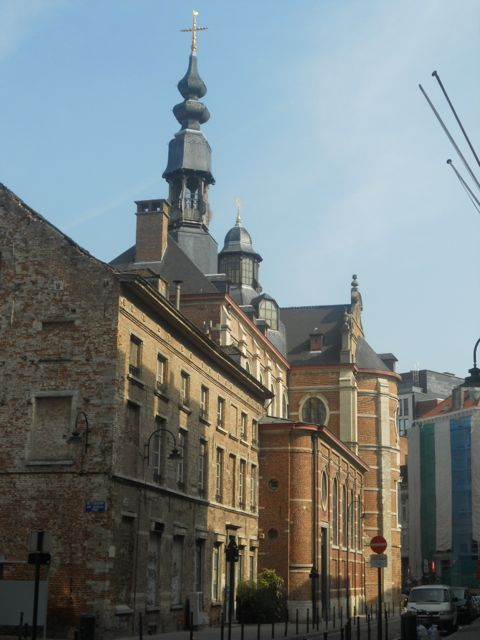
De merkwaardige torenspits.

Onze Lieve Vrouw ter Rijke Klaren is een kerk in Brussel, opgericht in 1665-1671. Ze is gebouwd in barokstijl naar een ontwerp van de Mechelse architect Lucas Faydherbe. Opdrachtgevers waren de clarissen, van wier voormalige klooster nog enkele panden bewaard zijn naast de kerk.

## Geschiedenis

### Klooster van de Rijke Klaren
In 1343 vestigden de clarissen zich in Brussel op uitnodiging van de schenker Willem van Duivenvoorde. Het waren de zogenaamde Urbanisten of Rijke Klaren. Hun klooster in Obbrussel, buiten de Hallepoort, werd onder de Brusselse republiek verwoest (1578). De nonnen vonden een nieuwe locatie in het verlaten Huis van Nazareth, waar de Broeders van het Gemene Leven sinds 1480 verbleven. De herovering door Alexander Farnese had het heropstarten van hun Latijnse school mogelijk gemaakt, maar twee jaar later moesten de broeders alsnog wijken na een dodelijke toneelopvoering om het Sacrament van Mirakel te vieren (20 juli 1587). Het huis werd toegewezen aan de Rijke Klaren, die er vanaf 1588 een nieuw klooster lieten bouwen.

### Bouw van de kerk
De nonnen besloten tot de bouw van een nieuwe kerk, waarvan de eerste steen gelegd werd op 1 september 1665. Ze deden hiervoor een beroep op de gerenommeerde bouwmeester Lucas Faydherbe, een leerling van Rubens. Hij tekende een barokke centraalbouw met koepel. Op 20 december 1670 kon aartsbisschop van Mechelen, Alphonsus van Bergen, het gebedshuis inwijden.

### Bombardement en verdrijving
De Rijke Klaren hadden zwaar te lijden van het bombardement op Brussel, dat het centrum van de benedenstad viseerde (1695). De nauwelijks 25 jaar oude kerk moest grondig worden hersteld.
In de Franse tijd werden de clarissen uit hun klooster verdreven (1796). De kerk werd gebruikt als militair magazijn en de overige gebouwen werden in 1805 verkocht als nationaal goed. Twee nieuwe straten werden door het voormalige klooster getrokken (de huidige Rijkeklarenstraat en Sint-Kristoffelstraat). De kerk werd gespaard en kreeg in 1806 haar religieuze functie terug, deze keer als parochiekerk.

### Uitbreiding en restauratie
In de 19e eeuw werd het voormalige nonnenkoor verlengd tot een volwaardig kerkschip, waardoor de plattegrond het aanzicht kreeg van een Latijns kruis. In 1824 werd aan de noordkant een linkerzijbeuk toegevoegd en in 1833 aan de zuidzijde een rechterzijbeuk (door Charles Vander Straeten). Tijdens de opstand van 1 september 1830 was de kerk gebruikt als hospitaal.
Op 15 juni 1989 brak een hevige brand uit die grote schade toebracht aan de klokkentoren, de daken, de koepellantaarn en het meubilair. De orgels gingen volledig verloren en de restauratie duurde tien jaar (1991-2001). Van de gelegenheid werd gebruik gemaakt om opgravingen te verrichten.

## Beschrijving
- Het marmeren hoofdaltaar in het koor dateert uit 1706. Het Lievevrouwebeeld uit 1659 herinnert aan de consecratie van de drie standen van Brabant aan de Onbevlekte Maagd.
- In de Sint-Gorikskapel zijn verschillende kunstwerken afkomstig uit een van de oudste Brusselse kerken, de verdwenen Sint-Gorikskerk: het altaar, de 18e-eeuwse reliëfs van Onze Lieve Vrouw van Zeven Smarten, het beeld van de heilige Gorik.
- In het schip staat een elegante eikenhouten preekstoel met een medaillon dat de Bergrede weergeeft.
- Aan de buitenzijde van de koormuur is een reliëf van Faydherbe aangebracht met de Aanbidding van de Heilige Eucharistie.